# باول جاسبر
باول جاسبر (بالإنجليزية: Paul Jasper)‏ هو مهندس أمريكي، ولد في 2 نوفمبر 1974م.